# دالیا گریبائوسکایته
دالیا گریبائوسکایته Dalia Grybauskaitė (زاده ۱ مارس سال ۱۹۵۶) رئیس‌جمهور فعلی کشور لیتوانی و کمیسر سابق بودجه و برنامه‌ریزی مالی اتحادیه اروپا است.
وی در انتخابات ریاست‌جمهوری لیتوانی ۱۲ ژوئیه سال ۲۰۰۹ با کسب اکثریت آرا به پیروزی رسیده و اولین رهبر زن در این کشور شد.
خانم گریبائوسکایته از سال ۲۰۰۴ که لیتوانی به عضویت اتحادیه اروپا درآمد تا سال ۲۰۰۹ عضو کمیسیون بودجه اتحادیه اروپا مستقر در بروکسل بوده است.

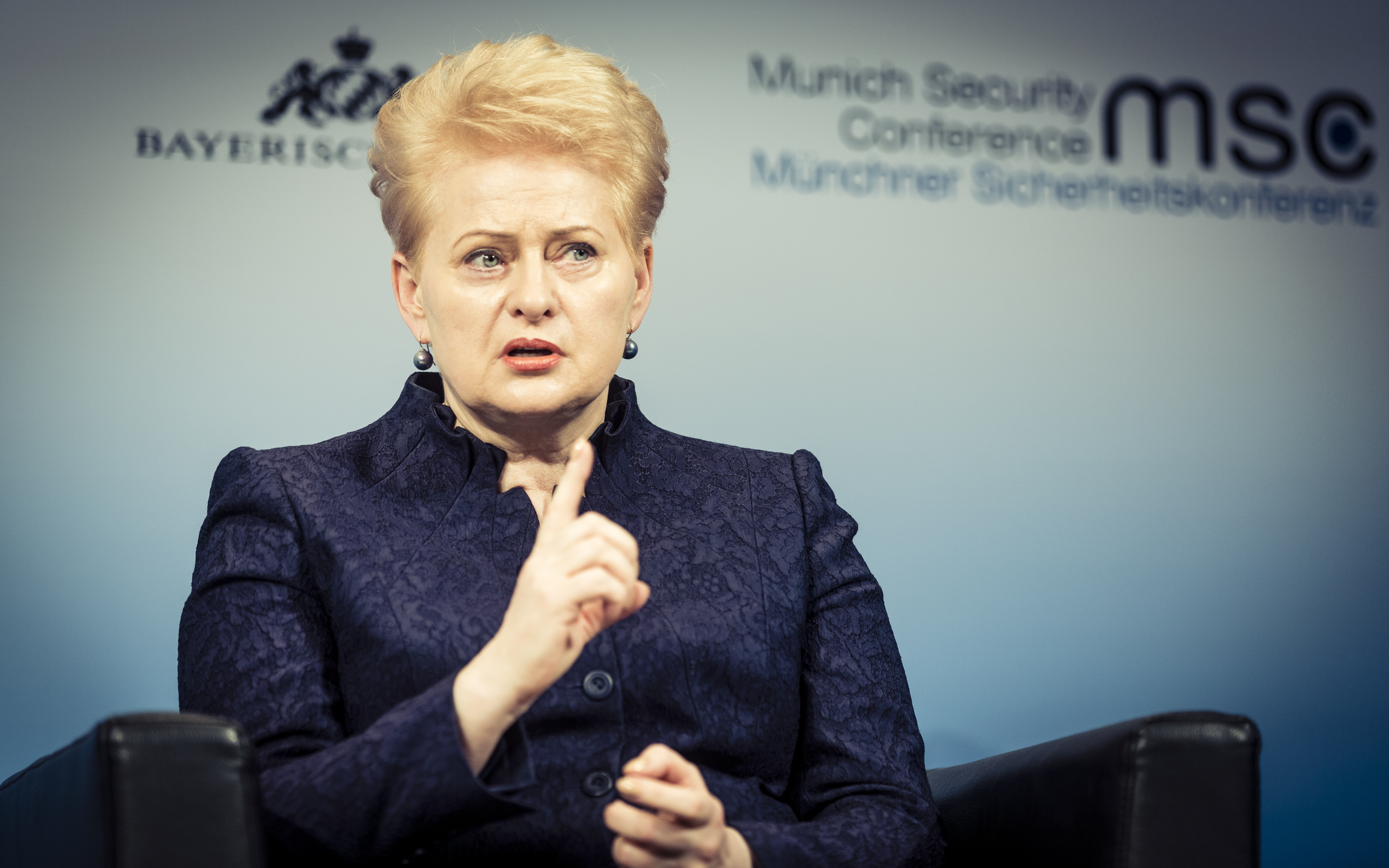
۲۰۱۷

خانم گریبائوسکایته دارای کمربند مشکی در فنون رزمی و مشهور به رک گویی است و می‌گوید الگوی سیاسی وی مارگارت تاچر، نخست‌وزیر سابق انگلیس است؛ بنابراین خانم گریبائوسکایته مشهور به «بانوی آهنین» و «مگنولیای فولادی» است.